# Prisme de Nicol

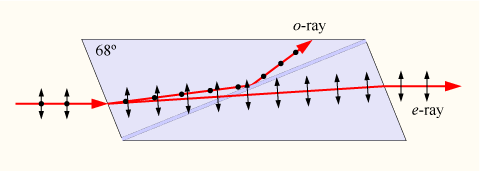
Un prisme de Nicol

Un prisme de Nicol ou plus simplement un nicol est un polariseur séparant un rayon lumineux en deux rayons de polarisations différentes. Ce fut le premier type de prisme polarisant la lumière, inventé en 1828 par William Nicol d'Édimbourg. Il est constitué d'un cristal rhomboédrique de calcite (spath d'Islande) taillé à un angle de 68°, coupé selon la diagonale, puis recollé à l'aide de baume du Canada.
La calcite est une roche cristalline biréfringente, c'est-à-dire qu'elle présente deux indices optiques (réfractant un rayon incident en deux rayons) valant no = 1,658 et ne = 1,486. Une réflexion totale interne intervient au niveau de la jonction : un des rayons est complètement réfléchi, l'autre est complètement transmis.
Les prismes de Nicol étaient largement utilisés en microscopie et en polarimétrie. Cependant, ils ont été progressivement remplacés par d'autres polariseurs comme le Polaroïd et le prisme de Glan-Thompson.

## Voir également
- Prisme de Wollaston